# Megachile bilobata
Megachile bilobata là một loài Hymenoptera trong họ Megachilidae. Loài này được Friese mô tả khoa học năm 1915.